# Гёттинген (район)
Гёттинген (нем. Göttingen) — район в Германии. Центр района — город Гёттинген. Район входит в землю Нижняя Саксония. Занимает площадь 1117 км². Население — 247,6 тыс. чел. (2013). Плотность населения — 222 человека/км².
Официальный код района — 03 1 52.
Район подразделяется на 29 общин.

## Города и общины
1. Гёттинген (116 278)
2. Ганноверш-Мюнден (23 661)
3. Дудерштадт (20 922)
4. Бовенден (13 236)
5. Росдорф (11 765)
6. Глайхен (9033)
7. Штауфенберг (7890)
8. Фридланд (7845)
9. Аделебзен (6506)

Управление Дрансфельд
1. Дрансфельд (4308)
2. Шеден (1907)
3. Ниметаль (1508)
4. Юнде (1028)
5. Бюрен (537)

Управление Гибольдехаузен
1. Гибольдехаузен (4096)
2. Бильсхаузен (2303)
3. Румшпринге (1853)
4. Кребек (1071)
5. Обернфельд (962)
6. Рюдерсхаузен (862)
7. Рольсхаузен (852)
8. Бодензе (833)
9. Вольбрандсхаузен (620)
10. Воллерсхаузен (466)

Управление Радольфсхаузен
1. Эбергётцен (1903)
2. Зебург (1608)
3. Зойлинген (1382)
4. Ваке (1325)
5. Ландольфсхаузен (1082)

(30 сентября 2013)